# August Tombo
August Tombo (1842 - 1878) fou un arpista alemany que des del 1861 fou l'arpista de l'Òpera de la Cort de Múnic. Fou professor de música a l'Escola de Música Reial de Múnic. Va ensenyar piano a Richard Strauss des del 1868. Va escriure un mètode per tocar l'arpa.